# Sonop
Sonop è una cittadina sudafricana situata nella municipalità distrettuale di Bojanala Platinum nella provincia del Nordovest.

## Geografia fisica
Il centro abitato sorge a circa 8 chilometri a ovest della città di Brits.